# Ellipteroides zionicola
Ellipteroides zionicola là một loài ruồi trong họ Limoniidae. Chúng phân bố ở miền Tân bắc.